# Mac OS X Snow Leopard
Mac OS X Snow Leopard (version 10.6) est la septième version du système d'exploitation Mac OS X destinée aux ordinateurs Macintosh d'Apple. Il a succédé le 28 août 2009 à Mac OS X v10.5 « Leopard ». Il a été présenté en avant-première lors de la Worldwide Developers Conference en juin 2009.
Contrairement aux précédentes versions de Mac OS X, celle-ci ne se focalise pas sur l'ajout de nouvelles fonctionnalités perceptibles par l’utilisateur final, mais sur l'optimisation des performances du système en général. Apple a en effet procédé par cette version à l'abandon des processeurs à architecture Motorola PowerPC, près de 4 ans après la transition d'Apple vers l'architecture x86.
Cette transition explique une bonne partie de l'amélioration des performances sur Snow Leopard : les applications préexistantes, en Universal binaries, contenaient du code prévu pour être lancé sur les deux architectures à la fois, pénalisant donc le poids du fichier (qui contenait en pratique près de 2 fois plus de code) et sa vitesse d'exécution (il est en effet très difficile d'optimiser un programme dont le code doit pouvoir s'exécuter sur plusieurs architectures, complètement différentes de surcroît).
Mac OS X 10.6 requiert au minimum 1 Go de RAM et un processeur Intel (Core Duo, Core 2 Duo, Core i5, Core i7, Xeon), et 5 à 7 Go d'espace disque.

## Un noyau (kernel) 32 bits ou 64 bits
Mac OS X 10.6 est livré avec deux noyaux dans un Universal binaries. Le premier est un noyau en mode architecture 32 bits le second en 64 bits. Sur la majorité des Macs le noyau utilisé par défaut est le noyau 32 bits (par ex. tous les MacBook) bien que certains puissent utiliser le noyau 64 bits (les Mac mini modèles 2010). Quelques machines comme les Mac Pro modèles 2010 et les MacBook Pro 2011 ont le noyau en 64 bits par défaut. En effet les pilotes (drivers) sont adaptés au type de noyau utilisé : un noyau 64 bits requiert des pilotes 64 bits, un noyau 32 bits exploite des pilotes 32 bits.
L'utilisation du noyau 32 bits ne limite pas l'exécution d'applications en 32 bits ou 64 bits : les programmes 32 bits sur Snow Leopard 64 bits fonctionnent grâce à l'implémentation de LP64. Les gains de performance obtenus par Snow Leopard sont dus à l'optimisation des composants logiciels et logiciels du système en mode 64 bits comme le Finder, Mail, Safari...
Le noyau 64 bits permet de dépasser la limite de 64 Go de mémoire. Le noyau en mode 32 bits peut grâce au PAE dépasser la limite des 4 Gio et gérer une quantité de mémoire maximale de 64 Gio.

## Les nouveautés
- Système en 64 bits total[2], avec support théorique de 16 tébioctets de RAM[3].
- Optimisation pour les processeurs multi-cœurs avec une nouvelle technologie baptisée Grand Central Dispatch, qui se chargera à la place des développeurs de répartir les tâches logicielles entre les différents processeurs[4].
- OpenCL permettant aux applications de tirer parti de la puissance des circuits graphiques (GPU) au sein d'applications nécessitant une forte puissance de calcul, permettant de décharger d'autant le processeur central.
- Utilitaire de sauvegarde Time Machine intégré[2].
- Support natif de Microsoft Exchange 2007 dans les applications iCal, Mail, iChat et Carnet d'adresses[5].
- Une nouvelle version de QuickTime, appelée QuickTime X. L'interface est revue en profondeur et le lecteur QuickTime[6] est optimisé pour la prise en charge des codecs audio et vidéo modernes.
- Changements subtils dans le Finder et le Dock[7],[2].
- Environnement Dashcode destiné à permettre la création de widgets pour Dashboard.
- Gestionnaire de bureau virtuel Spaces[2].
- Gestion améliorée du menu Services et intégration avec Automator[2].
- Optimisation de la gestion de JavaScript.

Cette version du système est commercialisée seule.

## Les limitations
Mac OS X 10.6 ne supporte pas Java 7 (JRE 1.7 et ultérieurs).
Il s'agit par ailleurs de la première version de Mac OS X à ne plus supporter des ordinateurs Apple équipés des processeurs Motorola (PowerPC).

## Les vulnérabilités
Certaines vulnérabilités d'OS X ne seront pas corrigées via des mises-à-jour dans cette version 10.6, car cette dernière n'est plus maintenue par Apple, son éditeur.
- Les failles Shellshock pouvant être réparées grâce à un correctif.

## Historique des versions

### Phase de développement
| Build   | Date            | Note                                   |
| ------- | --------------- | -------------------------------------- |
| 10A96   | 10 juin 2008    | Version développeur de la WWDC 2008    |
| 10A190  | 25 octobre 2008 |                                        |
| 10A222  | 3 décembre 2008 |                                        |
| 10A261  | 4 février 2009  |                                        |
| 10A286  | 6 mars 2009     | Finder en Cocoa, QuickTime X, Safari 4 |
| 10A314  | 2 avril 2009    |                                        |
| 10A335  | 24 avril 2009   |                                        |
| 10A354  | 9 mai 2009      |                                        |
| 10A380  | 8 juin 2009     | Version développeur de la WWDC 2009    |
| 10A394  | 26 juin 2009    | Dock Exposé                            |
| 10A402  | 10 juillet 2009 |                                        |
| 10A411  | 15 juillet 2009 |                                        |
| 10A421a | 25 juillet 2009 |                                        |
| 10A432  | 12 août 2009    | Version Gold Master                    |

### Commercialisation et mises à jour
Comme toutes les versions de Mac OS X, toute mise à jour de Mac OS X 10.6.x à 10.6.y est gratuite et peut être téléchargée depuis le menu pomme.
Le support de cette version de Mac OS X prit fin le 25 février 2014, quand Apple sortit la version 10.9.2 de OS X Mavericks.
| Mac OS X No de version                  | Build  | Date              | Note                                                                                      |
| --------------------------------------- | ------ | ----------------- | ----------------------------------------------------------------------------------------- |
| 10.6                                    | 10A432 | 28 août 2009      | Disponible sur DVD                                                                        |
| 10.6.1                                  | 10B504 | 10 septembre 2009 | Téléchargement, À propos de la mise à jour                                                |
| 10.6.2                                  | 10C540 | 9 novembre 2009   | Téléchargement, À propos de la mise à jour                                                |
| 10.6.3                                  | 10D573 | 29 mars 2010      |                                                                                           |
| 10.6.3 V1.1                             | 10D578 | 13 avril 2010     | Téléchargement, À propos de la mise à jour                                                |
| 10.6.4                                  | 10F569 | 15 juin 2010      | À propos de la mise à jour                                                                |
| 10.6.4 V1.1                             | 10F570 | 24 août 2010      | À propos de la mise à jour                                                                |
| 10.6.5                                  | 10H574 | 10 novembre 2010  | « À propos de la mise à jour »(Archive.org • Wikiwix • Archive.is • Google • Que faire ?) |
| 10.6.6                                  | 10J567 | 6 janvier 2011    | Téléchargement, À propos de la mise à jour                                                |
| 10.6.7                                  | 10J869 | 21 mars 2011      | (en) Téléchargement, À propos de la mise à jour                                           |
| 10.6.8                                  | 10K540 | 23 juin 2011      | Téléchargement, À propos de la mise à jour                                                |
| 10.6.8 V1.1                             | 10K549 | 25 juillet 2011   | À propos de la mise à jour                                                                |
| 10.6.8 mise à jour de sécurité 2013-001 | 10K549 | 14 mars 2013      | Téléchargement, À propos de la mise à jour                                                |